# アスクナ・セントロア
アスクナ・セントロア（バスク語: Azkuna Zentroa）は、スペイン・バスク州ビスカヤ県ビルバオにある複合施設。2015年までの名称はアルオンディガ・ビルバオ（スペイン語: Alhóndiga Bilbao）であり、アルオンディガとはスペイン語で穀物市場のことである。ビルバオの象徴的な建物のひとつである。

## 歴史
バスク人建築家のリカルド・バスティダによって設計され、1909年にワイン貯蔵庫として開館した。1970年代には新しいワイン貯蔵庫の建設が完成し、1977年にはアルオンディガ・ビルバオが使用されなくなった。公共施設（美術館）として使用したり、完全に解体するなどの案が出されたが、1994年には改築してスポーツ・文化施設として活用することが決定した。フランス人建築家のフィリップ・スタルクとティボ・マテューによって再設計され、2010年10月に再開館した。シネマコンプレックス、フィットネスジム、プール、図書館、多目的ホール、雑貨店、レストラン、バルなどが入居している。
在任中の2014年に亡くなったビルバオ市長のイニャキ・アスクナを称えて、2015年3月にはアルオンディガ・ビルバオからアスクナ・セントロアに改称された。

## 地理
ビルバオの中心的な広場であるモジュア広場からアラメダ・デ・レカルデ通りを南に向かい、アラメダ・デ・ウルキホ通りとの交差点南西角に位置する。交差点はアリキバル広場となっており、北側のブロックにはビスカヤ広場が存在する。ビルバオの中心駅であるビルバオ＝アバンド駅からも徒歩圏内にある。ビルバオ・メトロの最寄り駅はモジュア駅である。

## ギャラリー

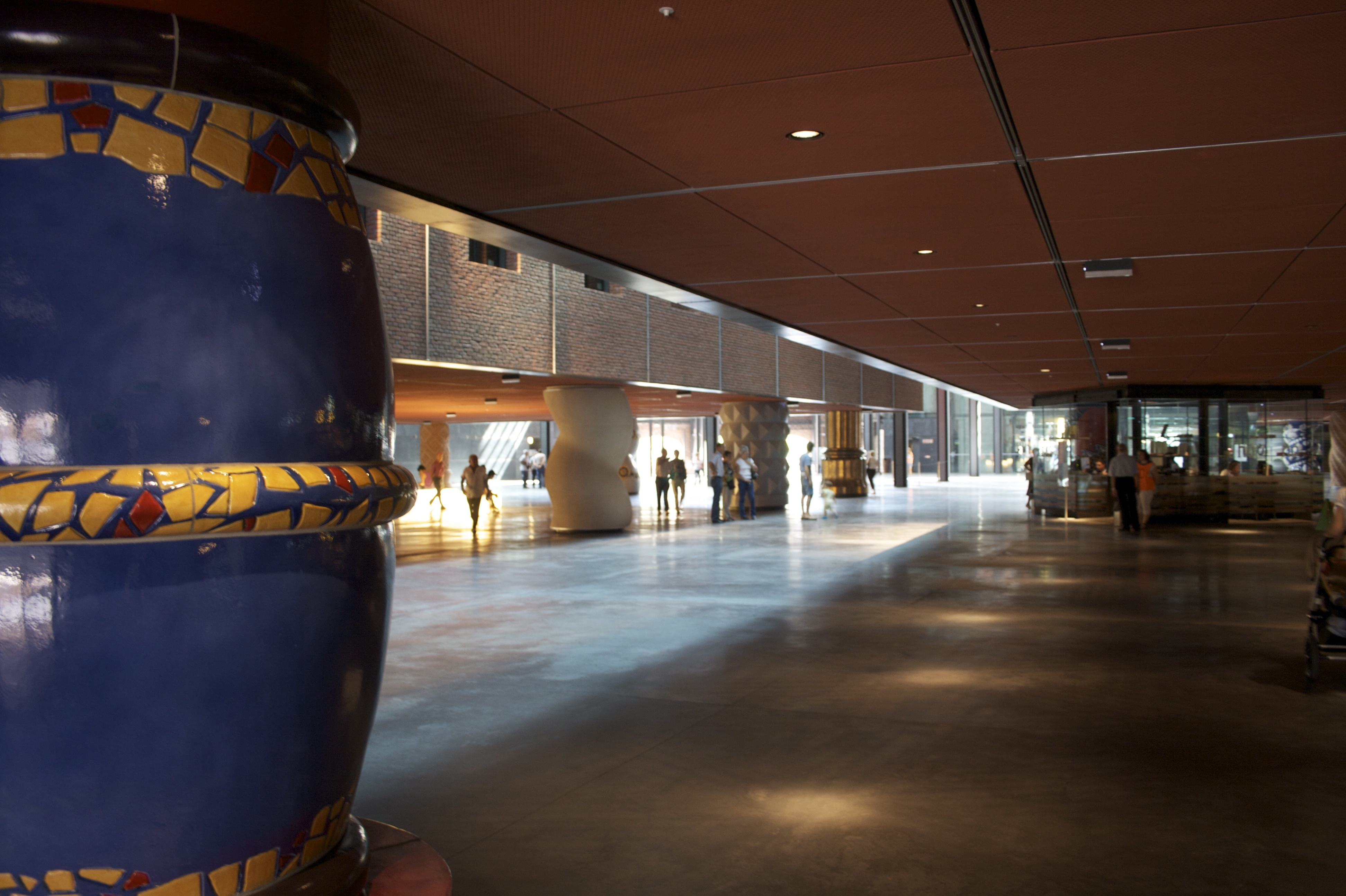
内部
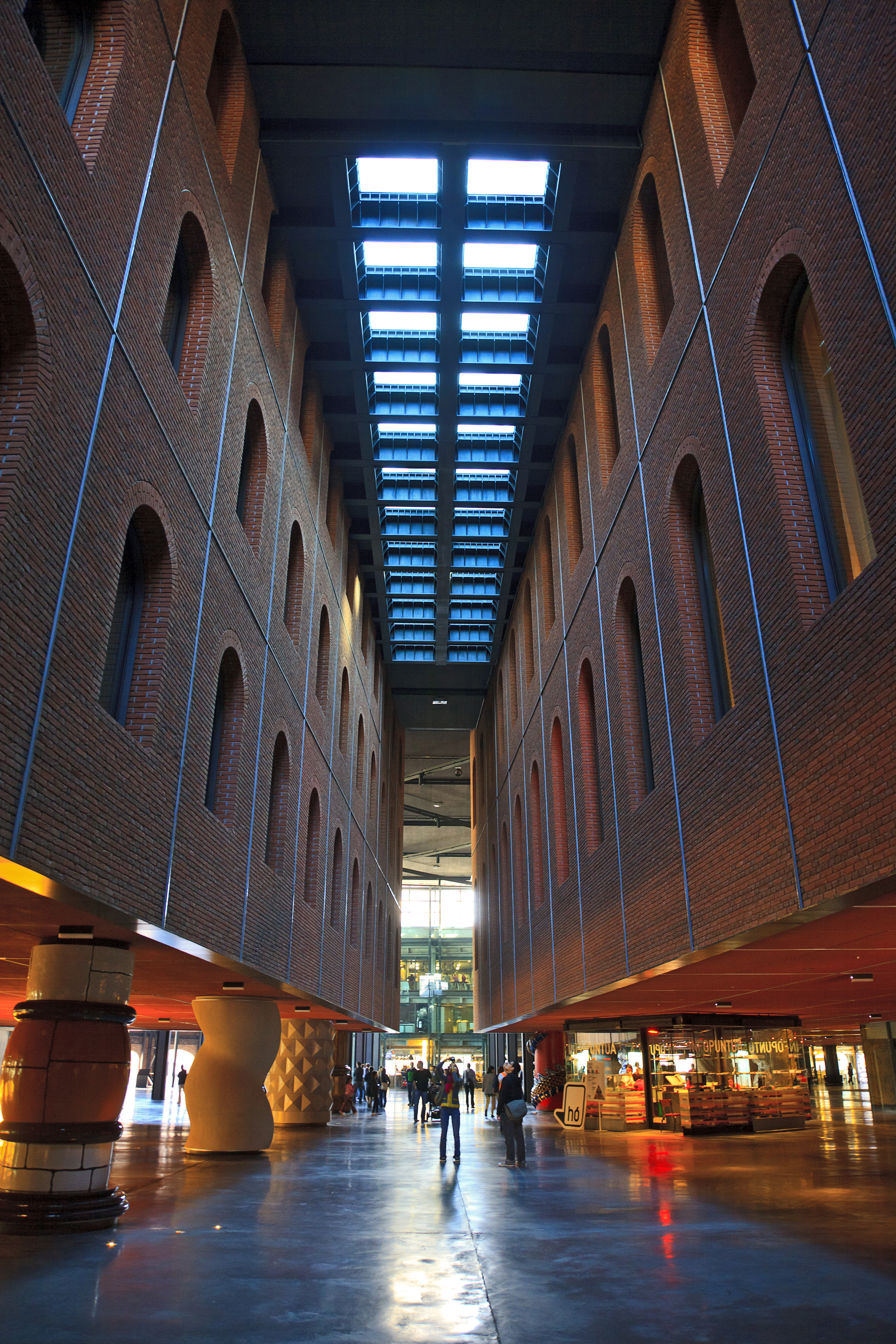
内部
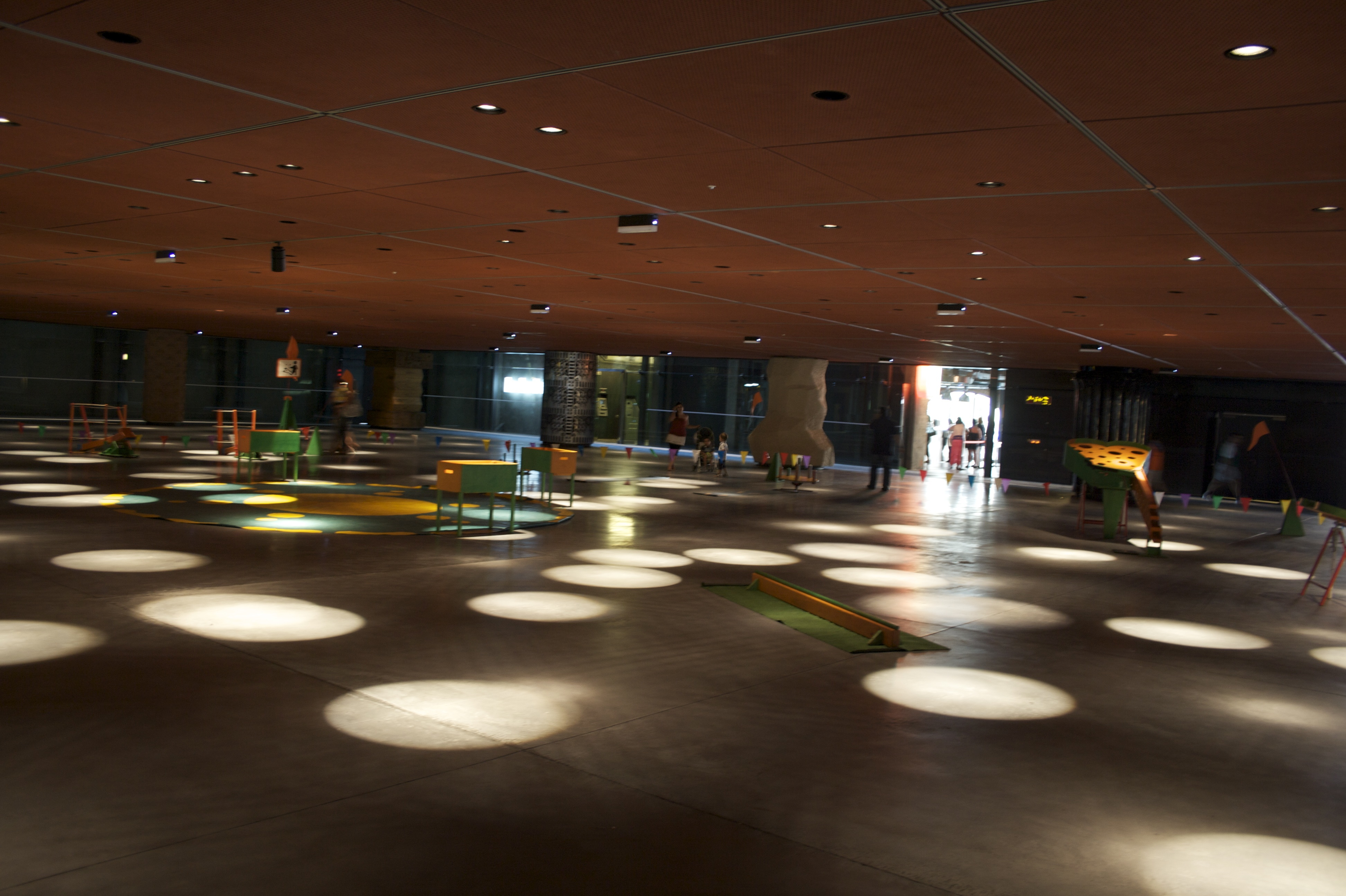
内部
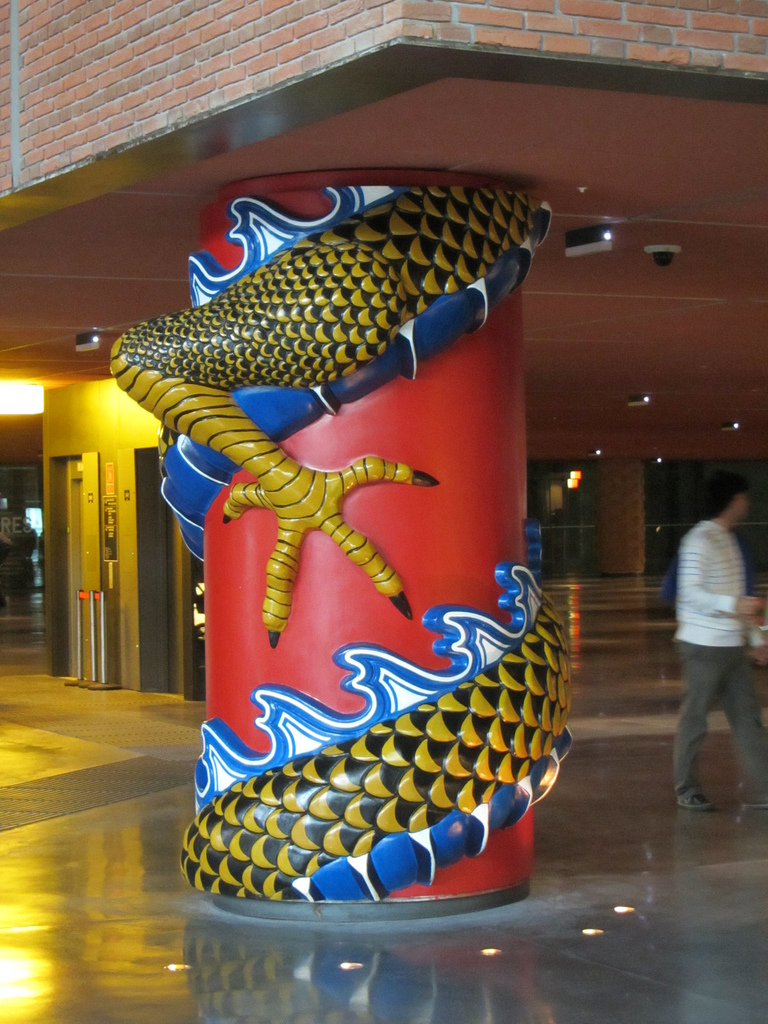
特徴的な柱